# Mugimakiflugsnappare
Mugimakiflugsnappare (Ficedula mugimaki) är en östasiatisk fågel i familjen flugsnappare inom ordningen tättingar.

## Utseende
Mugimakiflugsnapparen är en medelstor flugsnappare, 13-13,5 centimeter lång. Den adulta hanen har svartaktig ovansida med ett kort vitt ögonbrynsstreck bakom ögat, en vit vingfläck, vita kanter på tertialerna samt vitt vid basen av de yttre stjärtpennorna. Bröst och strupe är orangeröda meda buk och undre stjärtteckare är vita. 
Honan är gråbrun ovan med ett blekt orangebrunt bröst. Till skillnad från hanen saknar honan det vita inslaget i stjärten och har en eller två bleka vingband istället för den vita vingfläcken. Vidare saknas ögonbrynsstrecket eller är mycket svagt. Den unga hanen liknar honan men bröstet är starkare orange, den har vitt i stjärten samt ett tydligare ögonbrynsstreck.

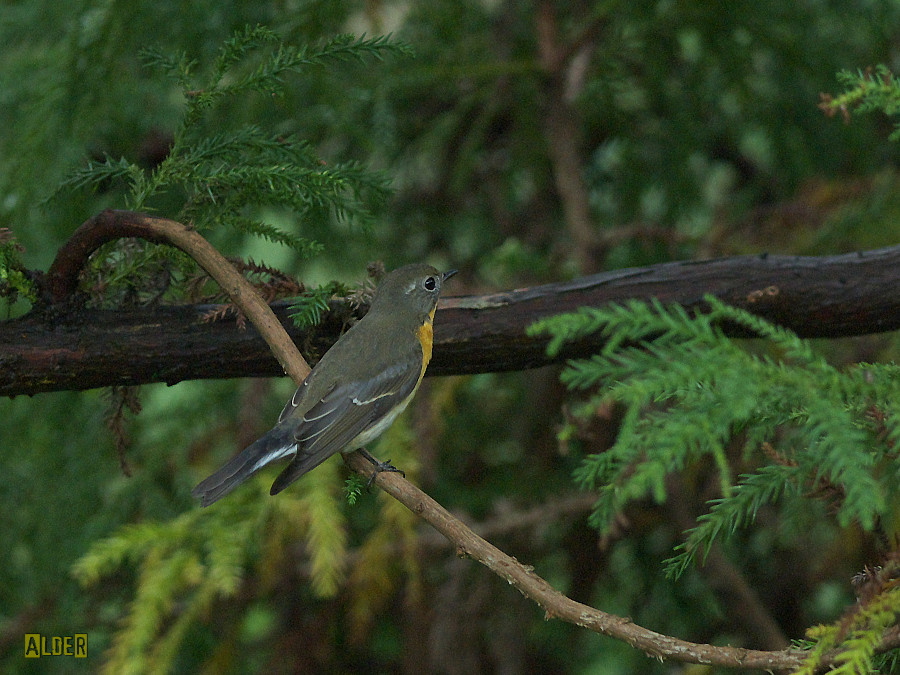
Hona
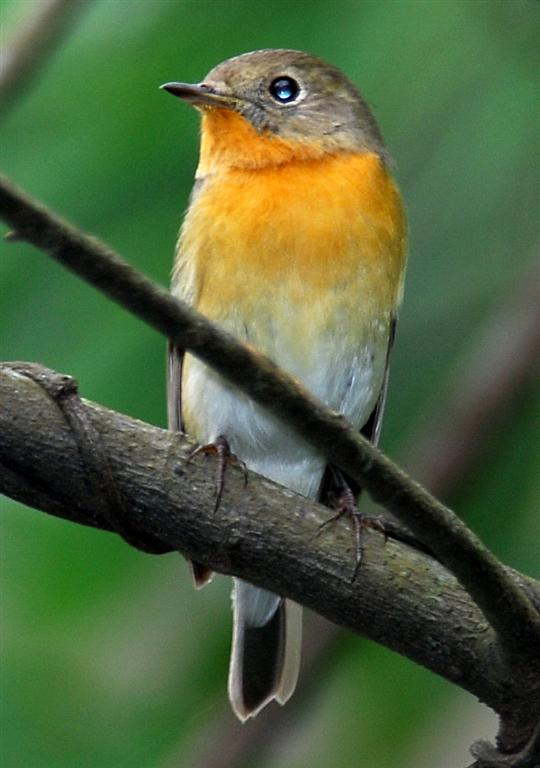
Ung hane

## Läten
Bland lätena hörs "beeriri", likt narcissflugsnappare men mjukare, men även mjuka "tyu", skallrande "turrt" och låga "chuck". Sången består av högljudda drillar.

## Utbredning
Fågelns häckningsområde är sydöstra Sibirien, Sakhalin och nordöstra Kina. På vintern flyttar den till Sydostasien och Indonesien. Arten är en mycket sällsynt gäst i Europa med två fynd som tros härröra från individer som tagit sig från Asien på naturlig väg: Neftekamsk i europeiska delen av Ryssland i augusti 2007 samt i italienska Bagolino 6 oktober 2011. I oktober 2017 sågs även en ung hona på Værøy i norska Nordland.

## Levnadssätt
Mugimakiflugsnapparen trivs i skog och skogslandskap, framför allt vid lite högre höjd. Den ses även i parker och trädgårdar under flyttningen. Ofta uppträder den ensam eller i små grupper när den jagar insekter bland trädtopparna.

## Status och hot
Arten har ett stort utbredningsområde, men tros minska i antal, dock inte tillräckligt kraftigt för att den ska betraktas som hotad. Internationella naturvårdsunionen IUCN listar arten som livskraftig (LC).

## Namn
Mugimaki är fågelns namn på japanska, där mugi betyder "vete" eller "korn" och maki "att så". I Japan ses mugimakiflugsnapparen huvudsakligen på hösten när bönder sår vete och korn.